# Баррі Брукс Лонґ'єр
Баррі Брукс Лонґ'єр (англ. Barry Brookes Longyear; 12 травня, 1942, Гаррісбург, Пенсільванія — 6 травня 2025, Нью-Шерон, Мен) — американський письменник-фантаст.

## Біографія
Баррі Лонґ'єр народився 12 травня 1942 року у Гаррісберзі, штат Пенсільванія. У 1960 році Баррі Лонґ'єр закінчив Військову Академію у Стаунтоні, штат Вірджинія. Згодом навчався в школі мистецтв у Піттсбурзі, але навчання тривало не довго. У 1962-му Лонґ'єр пішов до армії. Проходив службу у складі 30-ї артилерійської бригади на Окинаві, на HAWK і пусковій ракетній техніці. Потім служив у складі 6-го ракетного батальйону повітряної бази у Кі-Вест у Флориді. У 1965-му — залишає службу і вступає до університету Вейна, що у Детройті. Під час навчання знайомиться зі своєю майбутньою дружиною Регіною Бедсан (Regina Bedsun). Залишає університет після двох років навчання. Молодята переїжджають з місця на місце (Детройт, Гаррісберг, Філадельфія).
Працював у виробничих корпораціях (з 1967 по 1968 роки, Детройт, штат Мічиган), поки не потрапив у видавничу індустрію. Разом із дружиною керував власною поліграфічною фірмою, мав невеликі видавництва в Філадельфії та у Фармінгтоні (штат Мен).
У 1981-му Баррі Лонґ'єр потрапив до лікарні через алкоголізм та наркотичну залежність. Лікування проходив у реабілітаційному центрі св. Марії, що у Міннеаполісі. З 1987 року повертається до творчої діяльності. Нині проживає у Фармінгтоні.

## Творчість
Першою публікацією Лонґ'єра стало оповідання «Проби» (The Tryouts), опубліковане у 1978 році на сторінках журналу Asimov's Science Fiction, одному з провідних американських науково-фантастичних журналів. Протягом півроку в цьому журналі друкувались ще п'ять творів автора, включаючи повість «Ворог мій» (1979), яка принесла Лонґ'єру популярність. Протягом півроку в журналі були надруковані ще п'ять творів автора, включаючи повість «Ворог мій» (1979), яка зробила Лонґ'єра популярним. Вона була удостоєна всіх найбільш важливих премій в галузі наукової фантастики («Г'юго», 1980; «Неб'юла», 1979; «Локус», 1980). У 1985 році у світ виходить фільм «Ворог мій», знятий режисером Вольфгангом Петерсеном, за мотивами повісті. Фільм мав величезний успіх, в тому числі і в радянському прокаті. У тому ж 1985 році (у співавторстві з Дейвідом Джерролдом), Лонґ'єр пише однойменний роман-новелізацію. Повість стала початком для однойменного циклу «Ворог мій» / The Enemy Papers, до якого увійшли:
- повість «Талман» / The Talman (1998 рік).
- повість «Ворог мій» / Enemy Mine (1979 рік).
- роман «Прийдешній заповіт» / The Tomorrow Testament [= Заповідь завтрашнього дня] (1983 рік).[3]. Українською не видавався.
- роман «Останній ворог» / The Last Enemy (1998 рік).
- есе «Про мови інопланетян» / On Alien Languages (1998 рік).
- есе «Біжи, бійок, біжи» / Run Drac Run (1998 рік).
- стаття «Основні дракські слова і вирази» / Drac for Travellers (1998 рік).

Також дуже відомий цикл-трилогія «Світ-Цирку» / Circus World, який розповідає про космічні мандри циркової трупи, що втекла з Землі, освоїла далеку планету і насамкінець влаштувала грандіозну міжзоряну виставу. До циклу входять:
- збірка оповідань «Світ-цирк» / Curcus World (1981 рік).
- роман «Місто Барабу» / City of Baraboo (1980 рік).
- роман «Пісня слона» / Elephant Song (1982 рік). У 1987 році, після вимушеної перерви, Баррі Лонґ'єр нагадав про себе яскравою і гіркою антиутопією «Море скла» (Sea of Glass), де розповідь ведеться від імені «незаконної» дитини у надперенаселеному світі, яким керує не схильний до емоцій комп'ютер. Не менш песимістичний варіант близького майбутнього представлений у романі «Оголеним прийшов робот» (Naked Came the Robot, 1988 рік), де тягар нової «холодної війни» лягає на плечі роботів-андроїдів.

У 1979 році Лонґ'єр пише гумористичну повість «Повернення додому» («The Homecoming»), яку у 1989 -му переробив на роман, де події розгортається навколо інопланетного космічного корабля, що з'явився на навколоземній орбіті, і яким керують розумні динозаври (віддаленні нащадки вимерлих на Землі), які вимагають повернути їм «їхню» планету.
Численні оповідання Лонґ'єра утворюють дві збірки, «Очевидна мета» («Manifest Destiny»), яка вийшла у 1980 році, і «Це прийшло з Скенектеді» («It Came from Schenectady») 1984 року. У 1981 році збірка «Очевидна мета» навіть номінувалася на премію «Локус» у категорії авторської збірки.

## Премії та номінації
- 1979 рік — Премія «Неб'юла», в номінації Повість (Novella) за «Ворог мій» (1979 рік).
- 1980 рік — Премія «Локус», в номінації Повість (Novella) за «Ворог мій» (1979 рік).
- 1980 рік — Премія «Г'юго», в номінації Повість (Novella) за «Ворог мій» (1979 рік).
- 1980 рік — Премія Джона В. Кемпбелла найкращому новому письменнику-фантасту.
- 2006 рік — AnLab Award (читацька премія ASF), у номінації « Краща повість (best novella), „The Good Kill“ (2006 рік).
- 2007 рік — AnLab Award», у номінації " Краща повість (best novella) за «Murder in Parliament Street» (2007 рік).